# Scuola di mostri
Scuola di mostri (The Monster Squad) è un film del 1987, diretto da Fred Dekker, con Andre Gower, Duncan Regehr, Stephen Macht, Stan Shaw e Tom Noonan.
In Italia è uscito al cinema venerdì 2 giugno 1989 distribuito dalla Columbia Tri-Star Films Italia.

## Trama
Germania, fine del diciannovesimo secolo.
Il professor Abraham Van Helsing deve impedire che Dracula liberi le armate del male sulla Terra. Crea così, utilizzando un particolare "diamante" ed una formula scritta in lingua tedesca e letta da una giovane vergine, un "limbo" della durata di 100 anni, dove rinchiudere le creature malvagie.
Stati Uniti, fine del ventesimo secolo.

Un gruppo di ragazzi, Sean, Patrick, Horace soprannominato "Rotolo", Rudy ed Eugene, appassionati di film dell'orrore, si riuniscono ogni pomeriggio in una casa sull'albero per discutere sui mostri che hanno visto nei loro film preferiti. Mentre parlano, vengono raggiunti dalla sorella di Sean, Phoebe, che racconta loro di essersi spaventata per aver intravisto il cosiddetto "Abominevole uomo tedesco", un uomo ritenuto dai ragazzi un mostro.
Quella stessa sera la madre di Sean consegna al ragazzo un diario scritto da Van Helsing che lei ha rinvenuto.
Inoltre gli dice che un certo Alucard l'aveva contattata telefonicamente chiedendo di cederglielo sotto compenso.
Intanto Dracula raggiunge la città di Sean e degli altri ragazzi.
In città, nel frattempo, un uomo alla stazione di polizia dichiara essere un lupo mannaro cercando di farsi rinchiudere in prigione per evitare di uccidere ancora ma dopo aver aggredito i poliziotti viene apparentemente ucciso.
Nel contempo dal museo di storia cittadino, una mummia scompare, riportata in vita dalla presenza di Dracula. L'uomo in precedenza ucciso dalla polizia, nel corso del trasporto presso l'obitorio, si trasforma in un lupo mannaro uccidendo il conducente dell'ambulanza. Fuggito, raggiungendo la palude dove ad attenderlo vi sono Dracula e la mummia.
Qui, il Conte, risveglia il mostro della laguna nera il quale riesuma dalle profondità della palude la cassa ove era stato riposto il corpo del mostro di Frankenstein che rianima con un fulmine.
Sean scopre intanto che il dottor Alucard altro non è che uno pseudonimo di "Dracula". Spaventato, il ragazzo collega tutti gli strani accadimenti degli ultimi giorni, avendo sentore che qualcosa di sinistro sta per avvenire.
In poco tempo, Sean riunisce la squadra di amici, rinominando il loro club in "squadra antimostro". Per capire meglio quale sia il losco piano del Conte Dracula, hanno necessità di far tradurre il diario ritrovato che, scritto completamente in tedesco, risulta loro incomprensibile, così si rivolgono all'"Abominevole uomo tedesco", un sopravvissuto all'olocausto, che si mostra molto disponibile e gentile e traduce ai ragazzi il passaggio secondo cui per fermare i mostri è necessario ritrovare il gioiello di Van Helsing, recitare la formula e dunque aprire il limbo.
Dracula si stabilisce al "666" di Shadowbrook Road, la casa dove si trova l'amuleto tanto ricercato ordinando nel frattempo a Frankenstein di cercare il diario di Van Helsing.
La squadra antimostro si prepara al terribile avvenimento che li sconvolgerà la sera successiva; Rudy fabbrica delle pallottole d'argento, dei paletti di legno, ruba un arco con delle frecce, mentre Eugene, il membro più piccolo e ingenuo manda una lettera all'esercito statunitense in cui li esorta a raggiungerli nella loro cittadina. Frankenstein incontra Phoebe, la sorella di Sean e stringe amicizia con lei. Non appena i ragazzi lo vengono a sapere, decidono di fidarsi del mostro e lo accolgono nella loro casa sull'albero. Qui, mentre i ragazzi parlano, Frankenstein si affaccia alla finestra e nota la sorella di Patrick, mentre si spoglia, e le fa una foto per errore. Quando Rudy va a sviluppare le foto, nota questa in particolare e gli viene in mente un piano.
Dato che servirà una vergine per recitare la formula in tedesco, lui e Patrick chiederanno alla ragazza se lo è; se non li aiuterà, mostreranno la foto a tutta la scuola. La ragazza dice di essere ancora vergine, dunque il piano può proseguire.
I ragazzi riescono a prendere l'amuleto di Van Helsing, ma vengono sorpresi da Dracula, che cerca di fermarli. "Rotolo", prontamente, getta in faccia a Dracula una fetta di pizza all'aglio, causandogli una ferita al volto. I ragazzi hanno il tempo di fuggire, ma vengono tosto inseguiti da un Dracula alla guida di un'auto indemoniata, capace di rendersi intangibile.
Dopo aver affrontato dei poliziotti che lo hanno incrociato, Dracula ricomincia la sua corsa alla ricerca dei ragazzi, che intanto sotto consiglio del tedesco, hanno raggiunto una chiesa nella piazza del paese e sconfitto la mummia durante il tragitto. Qui vengono raggiunti da Dracula e le sue spose. Rudy protegge i suoi amici conficcando dei paletti in petto alle spose di Dracula, mentre quest'ultimo, trasformatosi in pipistrello viene stordito da un colpo di pistola del padre di Sean. Mentre il padre di Sean stava per eliminare il Conte, viene aggredito dall'uomo lupo. Il mostro viene però distratto da Sean e dilaniato con il candelotto di dinamite che il padre voleva usare su Dracula. Pochi istanti dopo tuttavia si rigenera e attacca i poliziotti che cercano di fermarlo, finché Rudy lo uccide con un proiettile d'argento (dimostrando, come aveva sempre sostenuto, che c'è un solo modo per uccidere un lupo mannaro). Da un tombino delle fogne esce il mostro della laguna nera che ingaggia una lotta con alcuni poliziotti. "Rotolo" afferra un fucile a pompa dalla mano di un poliziotto esanime e con quello uccide il mostro.
I ragazzi riescono a sconfiggere la schiera di mostri nonostante il fatto che la sorella di Patrick non fosse realmente vergine. Sarà Phoebe, che aiutata dal tedesco, reciterà i passaggi del diario Van Helsing aprendo il limbo che risucchierà Dracula (che cerca di trascinare con sé Sean e viene da questi impalettato e successivamente afferrato da un redivivo Van Helsing) e Frankenstein (che Phoebe prova invano a trattenere perché affezionatasi a lui).
Infine, quando il limbo viene chiuso, in città giunge l'esercito, accorso dopo aver letto la missiva di Eugene.

## Riconoscimenti
- 1988 - Festival internazionale del cinema fantastico di Bruxelles
  - Corvo d'argento

## Collegamenti ad altre pellicole
- All'inizio del film, Sean (Andre Gower) fa più volte riferimento a L'uomo lupo, film degli anni quaranta, una delle prime pellicole in cui appare un lupo mannaro molto simile a quello presente in Scuola di mostri.
- All'interno della capanna della squadra antimostro è presente la locandina di Zombi 2 di Lucio Fulci e l'action figure del mostro di Cittadino dello spazio.
- Il look del Conte Dracula è quello usato in Dracula (1931), quello del Mostro di Frankenstein è quello usato in Frankenstein (1931), quello della mummia è quello usato in La mummia (1932), quello del Mostro della laguna nera è quello usato in Il mostro della laguna nera (1954). Tutti film della cosiddetta serie dei Mostri della Universal.
- La scena in cui Frankenstein incontra Phoebe sulle rive dello stagno è assai simile a quella in cui la creatura avvicina la bambina nel film originale Frankenstein del (1931).

## Remake
Per diversi anni il produttore Rob Cohen cercò un'intesa economica con alcuni studi cinematografici al fine di realizzare un rifacimento del classico Scuola di mostri. Nel marzo 2010 fu annunciato che il progetto di Cohen sarebbe stato prodotto dalla Platinum Dunes di Michael Bay, con Cohen stesso alla regia.